# Библиография братьев Вайнеров

В данном списке представлена библиография братьев Ва́йнеров — произведений Аркадия Александровича (13 января 1931, Москва — 24 апреля 2005, Москва) и Георгия Александровича (10 февраля 1938, Москва — 11 июня 2009, Нью-Йорк) Вайнеров, советских писателей-детективщиков, соавторов множества книг и киносценариев.
| Год  | Название                                                                    | Сюжет | Экранизация                                                                                    |
| ---- | --------------------------------------------------------------------------- | --- | ---------------------------------------------------------------------------------------------- |
| 1967 | Часы для мистера Келли (Часы для мистера Маргулайса)                        | Похищения деталей с часового завода и перепродажа за рубеж. | Свидетельство о бедности (1977) Следователь Тихонов (2016) серии 9, 10                         |
| 1968 | Я, следователь…                                                             | Неопознанное тело, найденное на южном шоссе, оказывается лишь первым звеном в цепи преступлений, которое совершает Бандит. | Я, следователь (1971) Следователь Тихонов (2016) серии 11, 12                                  |
| 1969 | Ощупью в полдень (Право ходить по земле)                                    | На заснеженной дороге найдена убитой молодая женщина. | Следователь Тихонов (2016) серии 5, 6                                                          |
| 1970 | Двое среди людей                                                            | История двух «неблагополучных» подростков, которые в желании «начать новую жизнь» совершают страшное преступление — убийство человека. | —                                                                                              |
| 1971 | Гонки по вертикали                                                          | История противостояния преступника-рецидивиста Алексея Дедушкина и инспектора Станислава Тихонова. | Гонки по вертикали (1983) Следователь Тихонов (2016) серии 13, 14                              |
| 1972 | Визит к Минотавру                                                           | История похищения уникальной скрипки Страдивари, поисками которой занимается инспектор Станислав Тихонов под руководством начальника МУРа генерала милиции Владимира Шарапова. | Ночной визит (1974) Визит к Минотавру (1987), Следователь Тихонов (2016) серии 1—4             |
| 1976 | Эра милосердия                                                              | О работе сотрудников Московского уголовного розыска в первый послевоенный год. | Место встречи изменить нельзя (1979)                                                           |
| 1977 | История участкового Позднякова                                              | Киноповесть, литературно адаптированный сценарий фильма. | Лекарство против страха (1978)                                                                 |
| 1978 | Лекарство против страха (Лекарство для Несмеяны)                            | Всё началось со странного отравления участкового милиционера. Расследование поручено инспектору Тихонову. | Лекарство против страха (1978), Вход в лабиринт (1989) Следователь Тихонов (2016) серии 15, 16 |
| 1978 | Не потерять человека                                                        | | —                                                                                              |
| 1978 | Город принял!                                                               | Дело, начавшееся с банальной служебной информации и неожиданно превратившееся в стремительную погоню. | Город принял (1979) Следователь Тихонов (2016) серии 7, 8                                      |
| 1979 | Место встречи изменить нельзя                                               | Сценарий телевизионного фильма по мотивам «Эры милосердия». |                                                                                                |
| 1983 | Карский рейд                                                                | В основе сюжета организация и прохождение Северным морским путём каравана судов к устьям северных рек. | —                                                                                              |
| 1986 | Потерпевшие претензий не имеют (Объезжайте на дорогах сбитых кошек и собак) | | Потерпевшие претензий не имеют (1986)                                                          |
|      | Женитьба Стратонова, или Сентиментальное путешествие невесты к жениху       | Следователь Истомина посещает некоего мошенника Стратонова под видом «женщины, желающей познакомиться». Стратонов, используя труд влюблённых в него женщин, организует неплохой «сельскохозяйственный бизнес». | —                                                                                              |
| 1988 | Завещание Колумба (Телеграмма с того света; Телеграмма)                     | После получения страшной подложной телеграммы, от сердечного приступа умирает старый учитель Коростылёв. Его ученик, инспектор Станислав Тихонов, решает во что бы то ни стало расследовать это дело, отомстив негодяям за смерть близкого человека. | Следователь Тихонов (2016) серии 17, 18                                                        |
| 1991 | Петля и камень в зелёной траве                                              | Первая часть дилогии о деятельности органов госбезопасности СССР. Журналист Алексей Епанчин начинает собственное расследование обстоятельств трагической гибели Соломона Михоэлса и его ближайшего помощника Моисея Гинзбурга. Но Алексей не может даже представить, как жестоко отразится на его судьбе и на судьбе его возлюбленной Суламифи Гинзбург попытка узнать «тёмное прошлое» всемогущего КГБ…                                   | —                                                                                              |
|      | Евангелие от палача                                                         | Вторая часть дилогии о деятельности органов госбезопасности СССР. Действие романа происходит в конце 1970-х годов, перемежаясь с воспоминаниями о прошлом некоего полковника МГБ Павла Хваткина, который волею судьбы оказывается причастным к «делу врачей». Оказав помощь в аресте Берии, а затем уйдя в отставку, Хваткин надеется, что его преступления забыты. Но появляются люди, готовые спросить с него за всё совершённое им зло. | —                                                                                              |

### Георгий Вайнер
- «Бес в ребро». Случайный знакомый Ирины, ввязавшись в уличную драку, попадает в милицию, выйти откуда ему почему-то не удаётся. В атмосфере всеобщего равнодушия и вранья, желания покрыть истинных высокопоставленных виновников драки, Ирина самостоятельно подключается к расследованию этого дела, чтобы установить истину. Экранизация — «Бес в ребро».
- Серия «Дивизион»:
  - «Умножающий печаль». По роману снят одноимённый сериал.
  - «Райский сад дьявола»
- Серия «Тура Саматов» (в соавторстве с Л. Словиным):
  - «На тёмной стороне Луны» («Шальная жизнь на тёмной стороне Луны»). Расследуя убийство в летнем кафе замначальника угрозыска Джизакской области Андрея Пака, полковник Тура Саматов выходит на след всемогущей «узбекской мафии». Экранизация — «Кодекс молчания (фильм, 1990)».
  - «След чёрной рыбы». Тура Саматов борется с браконьерами на восточном берегу Каспийского моря. Экранизация — «След чёрной рыбы».

### Аркадий Вайнер
- В начале 1960-х написал первый рассказ о милиции «Самый длинный день в году» – он был опубликован в газете «На боевом посту», которая выходила на Петровке. Там впервые появился персонаж Шарапов. А в предисловии автор написал, что прототипом главного героя стал сыщик Владимир Арапов.
- «Нелюдь». Оригинальный сценарий. Экранизации — «Нелюдь» и «Сатана».